# Minería en Argentina

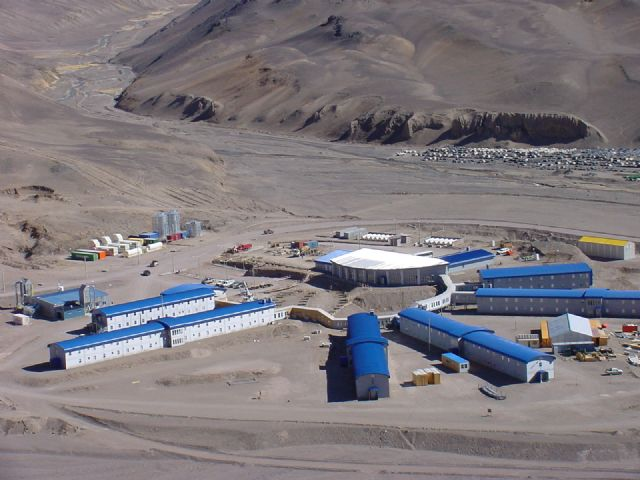
Actividad minera en la Cordillera de los Andes, proyecto Veladero en San Juan.

La minería en Argentina se beneficia de características geológicas que favorecen la explotación minera. La parte argentina de la Cordillera de los Andes media y austral ―unos 3500 km de norte a sur, aproximadamente la mitad de la longitud total de la cadena montañosa― que constituye su límite occidental, el ensanchamiento montañoso de la zona de la precordillera en las provincias de Mendoza, San Juan, La Rioja y Catamarca, los valles longitudinales entre ambas formaciones y los valles transversales, escasos en otros sectores del macizo andino, poseen un notable potencial para el desarrollo de la minería, en gran parte aún sin explotar.
La minería ha sido una actividad tradicionalmente poco importante en Argentina (en comparación con países como Estados Unidos, Canadá, Rusia, China, Australia, Chile y Perú, ejemplos significativos en los cuales la minería tiene gran influencia en sus economías), pero hacia finales del siglo XX el sector de la minería metalífera a gran escala empezó a experimentar un fuerte desarrollo, luego de que la Nación y las provincias firmaran un acuerdo federal minero y un conjunto de leyes que impulsaron la actividad; esas normas generaron las condiciones de promoción y estabilidad que demandan las actividades intensivas en capital. A partir de esto y sumado a sus particularidades geológicas, Argentina comenzó a ser atractiva a la inversión extranjera directa (IED) minera. Se ha impulsado la apertura de nuevas minas y la continuidad de las explotaciones ya existentes, a veces con oposición social por el costo ambiental de las actividades extractivas.
El segmento más relevante en valores corrientes es el de la minería metalífera, seguido por el de minerales no metalíferos y, por último, el de rocas de aplicación. Es el sexto complejo exportador argentino para el año 2020, con más del 90 % de las exportaciones mineras con origen en solo cuatro provincias: Santa Cruz, San Juan, Catamarca y Jujuy.
Para el año 2019, las exportaciones del sector minero metalífero alcanzaron los 5106 millones de dólares estadounidenses (USD), representando un 7.8 % del total de las exportaciones argentinas. El complejo de mayores ventas al exterior fue el de oro y plata, con una participación sobre el total exportado por el sector del 55.6 %, le siguieron el siderúrgico (22 %), aluminio (16 %), litio (3.6 %), plomo (1.9 %) y otros minerales metalíferos (0.9 %). Argentina fue el cuarto productor mundial de litio, el noveno productor mundial de plata, el decimoséptimo productor mundial de oro y el séptimo productor mundial de boro.
La minería a gran escala cuenta con la activa promoción de varios sectores, incluso en algunos casos las máximas autoridades de algunas provincias. Este tipo de minería a gran escala hace viables proyectos en zonas que son prácticamente inaccesibles para el común de las personas, de carácter muy remoto y con poca o nula infraestructura. Esto es así dado que este tipo de proyecto permite incluir en sus costos a toda la infraestructura para el acceso y la producción en esas zonas, y seguir siendo rentables. 
Sin embargo, continúa en debate el tema de su sostenibilidad o sustentabilidad, la cual, si se considera una de las primeras definiciones del concepto es «el desarrollo que satisface las necesidades de la generación presente, sin comprometer la capacidad de las generaciones futuras, para satisfacer sus propias necesidades».
Entre 2007 y 2012, la IED (inversión extranjera directa) orientada a la minería creció a una tasa anual del 47 %. En 2003, la minería generaba 79 000 puestos de trabajo ―directos e indirectos―, contra los 505 000 de 2013. En el caso de las exportaciones de minerales, que en 2003 equivalieron a 2900 millones de pesos, en 2013 crecieron a 23 059 millones. La minería presenta superávit en su balance cambiario para todos los años y todos los meses desde enero de 2003 hasta octubre de 2021, con un aporte total de 53 813 MUSD netos. Entre 2003 y 2013, los proyectos de inversión en ejecución pasaron de dieciocho que había en 2003 a 614 en 2013, mientras que la producción de minerales que se multiplicó por diez. Desde 2014 el país produce un millón de toneladas anuales de mineral crudo, y cuatrocientas mil de hierro concentrado, de las cuales exporta cincuenta mil toneladas a Estados Unidos.
El yacimiento Aguilar (en la provincia de Jujuy) es la mayor concentración de minerales de plomo y cinc de Sudamérica, y Bajo de la Alumbrera (en la provincia de Catamarca) es uno de los yacimientos para la extracción más grandes de oro y cobre en América Latina, siendo la Argentina el cuarto productor mundial de litio, el decimotercer mayor productor de oro, el décimo de plata.
Argentina posee la tercera reserva mundial de litio y se sitúa en la cuarta posición en cuanto a producción de este mineral, esto se debe a que parte de su territorio se encuentra en una zona denominada Triángulo del Litio, que concentra el 85 % de las reservas mundiales. Argentina posee el 32 % de las reservas de litio de Sudamérica. Diferentes analistas indicaron que Argentina será el segundo mayor productor mundial de litio en 2022 con una capacidad de producción proyectada de 290 000 toneladas anuales.

## Historia

### Período prehispánico
La región cordillerana comprendida entre las actuales provincias argentinas de Jujuy y La Rioja constituyó el área sur del imperio incaico, que a lo largo de sus dominios desarrolló en puntos específicos una minería de superficie con instrumental manual adaptado a las características de cada yacimiento. Existen evidencias de lo que se supone fue una intensa actividad minera en cercanías de las localidades de Vinchina y Famatina, ambas en la provincia de La Rioja y se encontraron algunos pocos utensilios o vestigios vinculados a la labor minera en ubicaciones de las provincias de Catamarca (Por ejemplo las de oro de Incahuasi), Salta y Jujuy. La zona minera de Potosí –perteneciente a la república de Bolivia desde su independencia, en 1825– integró la amplia región bajo dominio inca que pasados los siglos formaría parte del Virreinato del Perú y luego del Virreinato del Río de La Plata. Existen evidencias que sugieren que las minas de Porco, en los alrededores de Potosí eran explotadas hacia principios del siglo IX, varios siglos antes de la llegada de los españoles al continente americano.

### Etapa colonial
La obtención de metales preciosos y su posterior envío a la metrópoli fue uno de los objetivos básicos y más extendidos del proceso colonizador. Sin embargo, existe escasa evidencia de que los europeos practicaran la minería en la etapa colonial temprana. Existían enormes acumulaciones de metal ya procesado, conservadas en tesoros en poder los imperios precolombinos que resultaban fáciles de obtener en el marco de los enfrentamientos de la conquista y considerando la superioridad tecnológica del armamento de los conquistadores.
Tomando en consideración exclusivamente la búsqueda de metales preciosos y los límites de lo que actualmente es el territorio de Argentina, puede afirmarse que la región de Famatina fue una de las más renombradas de la época. La información acerca de la ubicación exacta de los depósitos estaba en poder de los pobladores originarios de la zona, por lo tanto se mantenía en el secreto o bien estaba perdida. Sin embargo la relativa abundancia del recurso facilitaba la exploración y la detección de los elementos buscados.
Los primeros intentos de explotación de los yacimientos del Famatina tuvieron lugar hacia fines del siglo XVI y principios del XVII y estuvieron a cargo de un grupo de jesuitas que, según documentación existente, habían obtenido de los pobladores originarios la información necesaria para abordar con éxito la explotación.
Disuelta en América la Compañía de Jesús en el año 1773 y dispersados sus miembros, las explotaciones del Famatina quedan abandonadas. Hacia el año 1800, dos mineros llegados de Perú y México retoman los trabajos. Uno de ellos descubre la mina que hasta la actualidad se conoce con el nombre La Mejicana, en honor a su país de origen. Pasados unos años, dos empresarios procedentes de Aragón (España) inician los trabajos de la zona, contando en apariencia con información proveniente de los religiosos jesuitas expulsados. Con esta información reabren la explotación de las minas Santo Domingo, Santa Rosa, y Viuda, Socorro, San Pedro, Bartolomé y Mercedes.

### A partir de la Revolución de mayo de 1810

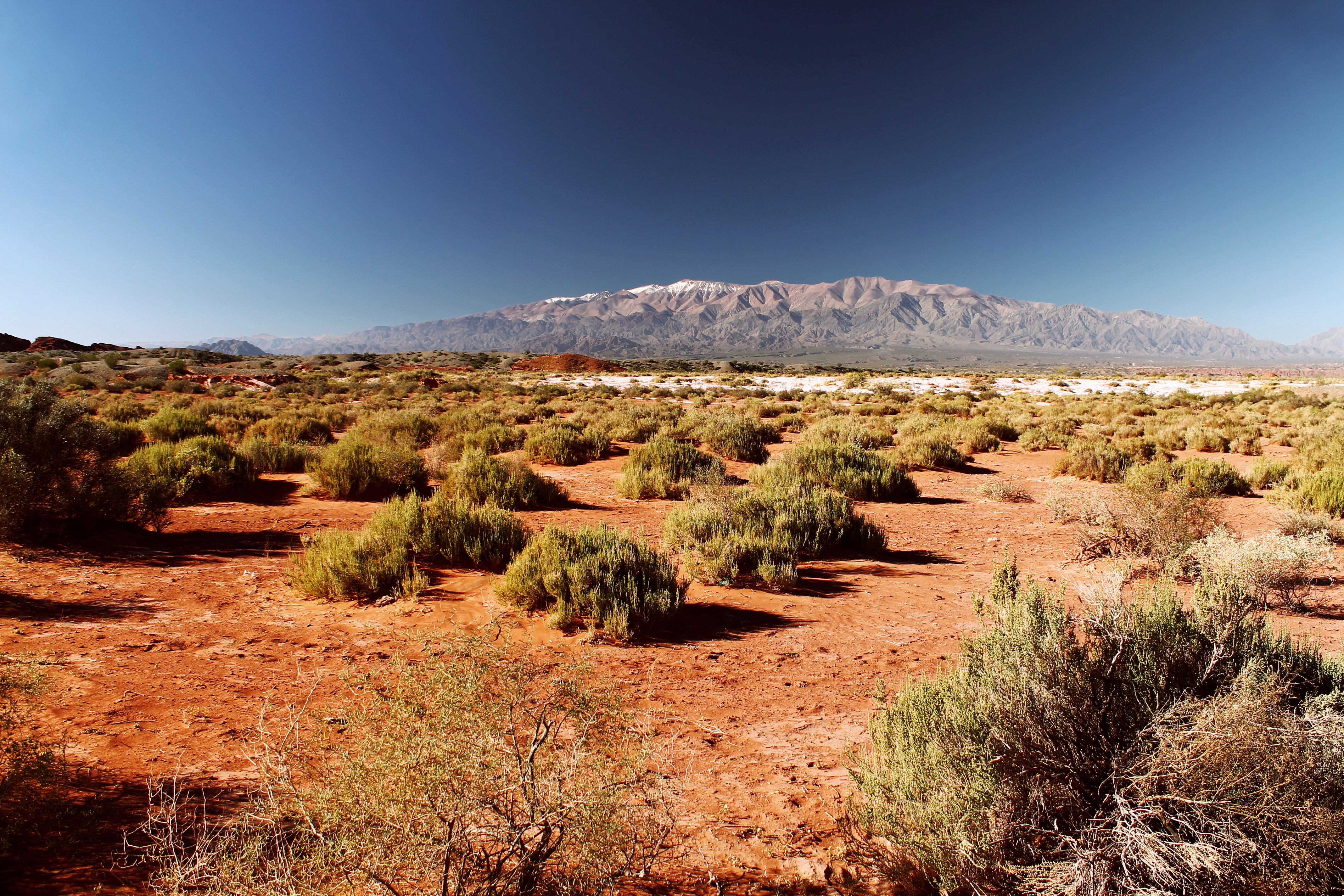
Cerro Famatina

En los primeros meses de 1813 se reunió en Buenos Aires la primera Asamblea Constituyente con el objeto de crear el marco legal general del nuevo estado. En mayo de 1813 se aprobaron disposiciones tendientes a la regulación y el fomento de las actividades mineras. En diciembre de 1824, siendo ministro de Gobierno y Relaciones Exteriores de la provincia de Buenos Aires, Rivadavia cerró un acuerdo con empresarios ingleses para la creación de la «River Plate Mining Association», con la Banca Hullet como principal aportante de capital. El objeto de la sociedad era impulsar la explotación de yacimientos mineros en el territorio de las Provincias Unidas. Poco tiempo después, Rivadavia asume la presidencia del directorio de esa empresa en Buenos Aires.
En aquel momento se desarrolló una campaña de promoción de la nueva compañía, con el principal objeto de crear una situación favorable al momento de lanzar a la venta las acciones. El material de promoción, incluía datos claramente alejados de la realidad, basados en la riqueza del Famatina. En el año 1825 la Casa Hullet envía un grupo de expertos con el objeto de iniciar las acciones tendientes a la explotación de los yacimientos, pero, una vez llegados a los distintos destinos, se les informa que Rivadavia no contaba con atribuciones para cerrar acuerdos dado que la jurisdicción de las minas correspondía a los gobiernos provinciales. Una serie de maniobras políticas culmina con la creación del cargo de Presidente de las Provincias Unidas y la designación de Rivadavia para ocupar ese cargo, en febrero de 1826. Pocos días después, Rivadavia sanciona una ley que establece que todas las minas de las provincias eran «propiedades nacionales», con lo cual quedaban bajo el poder del Presidente de la Nación, anulando de este modo la jurisdicción de los estados provinciales. Las explotaciones mineras que formaban parte del acuerdo estaban en Mendoza, San Juan, Salta y La Rioja, siendo esta última la de mayor interés.
Durante época de Rosas se desarrollaron con variado éxito una serie de emprendimientos de exploración y explotación de yacimientos mineros. En varios casos, la explotación de yacimientos abandonados en su momento, fueron retomadas décadas después, con mejores resultados a partir de la aplicación de nuevas tecnologías. Escombreras pertenecientes al establecimiento de Vladislao Augier y asociados. También en Chañar Punco, unos 5 km al sur de Santa María, hay restos de un horno de fundición que data de 1853. Próximo al río Arenal, unos 25 km al norte de Mina Capillitas también existen restos de establecimientos de fundición y elementos utilizados para la molienda del mineral. En la cima del cerro Bayo hay evidencias de trabajos mineros, así como en otros puntos hacia el sur, hasta Punta Balasto, tal como Fuerte Quemado, por ejemplo, donde se explotaron aluviones auríferos en 1853. En los alrededores de Río Blanco y Negra Muerta, localidades situadas en las nacientes del valle Calchaquí y en varias otras regiones cercanas de la provincia de Salta, hay una cantidad de minas y restos de antiguos hornos de fundición abandonados, así como laboreos extensos: galerías, piques, trincheras, escombreras y escorias de fundición. Situación similar sucede en la zona de la Sierra de Rinconada, Santa Catalina, Coyahuaima, El Toro y Carahuasi, en la provincia de Jujuy. Es evidente que los objetos de interés fueron los minerales de oro y plata.
Durante su presidencia entre los años 1868 y 1874, Sarmiento desarrolla acciones con el objeto de dar impulso a la minería, apoyando iniciativas y emprendimientos y fundamentalmente creando instituciones educativas especializadas en minería y mineralogía.[cita requerida] Estas acciones encontrarían la oposición o, en el mejor de los casos la indiferencia de los sectores políticos y económicos más poderosos de la época, que estaban fuertemente comprometidos con el desarrollo y la explotación de los recursos agro granaderos con destino a la exportación.
El 1 de mayo de 1887 entró en vigencia el Código de Minería, con carácter de ley nacional. Este instrumento legal y sus accesorios, complementos y modificaciones, con el agregado de las normas de los estados provinciales, constituye el marco jurídico dentro del cual se desarrolla la actividad minera.
Entre los 1860 y 1900, antes que el auge del petróleo era, para mover la maquinaría industrial el uso del carbón y especialmente el del tipo hulla, en esa época se descubrieron interesantes (hasta 2017 nunca racionalmente explotados) yacimientos de hulla en las provincias de Provincia de San Juan, más exactamente en La Cuenca Paganzo y en la cuenca de Guandacol en La Rioja.
En los 1880 la República Argentina consolidó su soberanía en Esquel y sus importantes yacimientos o placeres auríferos, estos yacimientos fueron somera aunque redituablemente explotado.

### SigloXXyXXI
Durante las décadas del 40 y del 50 se produce una diversificación económica y minería, gracias al estímulo de la actividad minera a través del Fondo de Fomento Minero durante el primer gobierno peronista. Para el desarrollo de las provincias mineras, se realizan amplias obras de infraestructura tendiente a estrechar vínculos de las provincias de Catamarca, La Rioja y San Juan a través del camino internacional de La Serena a Chile. Esta carretera, cuya construcción fue iniciada durante la presidencia de Juan Domingo Perón en 1946, tenía una longitud de doscientos cuarenta y seis kilómetros hasta la frontera, en el Paso de Aguas Negras, a cuatro mil cien metros de altura. El gobierno peronista se valió de los Planes Quinquenales (1947-1951 y 1952-1956) para encarar las transformaciones necesarias en virtud de una acción de gobierno que debía desplegarse y concretarse en el término de cinco años, por lo que se dividió al país en regiones, permitiendo el contacto con la IV Región Chilena, otorgando una revalorización a las economías regionales. El Banco de Crédito Industrial Argentino (BCIA), el cual cumplió un rol clave como promotor del sector industrial y minero a través de préstamos de fomento a empresas, muchas de ellas ubicadas en el interior. Se construyeron vías de acceso a los potenciales yacimientos: quebrada de Juan Pobre ,la Rinconada ,Santa Clara y Sierra Chica principalmente para llegar a los depósitos calcáreos para la fabricación de cemento, una de las industrias pesadas del país, hierro y cerámica. Entre 1946 y 1955 la extracción de hierro en la zona andino-cuyana creció 143 %, la extracción de oro 131 %, la de cobre 127 % y la de plata 117 %, cemento y áridos 103 %. Durante esos años, el Estado Nacional, desarrolló planes regionales de investigación minera (Plan Cordillerano, Plan NOA, Plan San Luis, Plan Patagonia Comahue,) para identificar áreas de interés en diversos minerales metalíferos. Gracias a estas exploraciones es descubierto el yacimiento más importante de hierro, el de Sierra Grande, que es el más grande de Argentina. Fue descubierto en 1947, y cuenta con una reserva de 214 millones de toneladas. También fueron descubiertos Las Alumbres (Catamarca), Cerro Vanguardia (Santa Cruz), Las Pirquitas, y Salar del Hombre Muerto (Catamarca).
El 11 de octubre de 1945 tuvo lugar la primera colada de arrabio argentino, marcando el nacimiento de la siderurgia argentina, cuya creación fue impulsada por el Gral. Manuel Savio, generando las condiciones para desarrollar la industria pesada. los Altos Hornos de Zapla, en la localidad de Palpalá, provincia de Jujuy, se crearon como un complejo que contaba con dos minas para la extracción de la materia prima; quince mil hectáreas (ha) de bosque para obtener el carbón de leña necesario como combustible para el proceso de producción
En 1958 durante la presidencia de Arturo Frondizi, es intervenida la mayor empresa minera Yacimientos Mineros de Agua de Dionisio (YMAD) compuesta con la Universidad Nacional de Tucumán, el Estado catamarqueño y el Estado nacional, desatandose un conflicto de 11 meses de duración, los obreros serán puestos bajo jurisdicción militar; rápidamente el conflicto se extendió a otros yacimientos, en total entre 1955 y 1961 la producción total anual de minerales metalíferos y/o concentrados descendió de alrededor de 293 000 toneladas anuales a poco más de 153 000 toneladas.
Entre 2007 y 2013, la IED (inversión extranjera directa) orientada a la minería creció a una tasa anual de 47 %. En 2003, la minería generaba 79 000 puestos de trabajo ―directos e indirectos―, contra los 505 000 de 2013. En el caso de las exportaciones de minerales, que en 2003 equivalieron a 2900 millones de pesos, en 2013 crecieron a 23 059 millones. Entre 2003 y 2013, los proyectos de inversión en ejecución pasaron de 18 que había en 2003 a 614 en 2013, mientras que la producción de minerales que se multiplicó por diez. De acuerdo al INDEC, el PIB del sector de explotación de minas y canteras se redujo un 5.3 % en 2016. Las ventas externas de oro, plata, minerales de plata y piedras preciosas cayeron 8 % en 2016 y una caída de 4 % en los puestos de trabajo registrados.
Según un texto que publica la Cámara Minera de San Juan «la generación de empleos directos e indirectos es el impacto más visible de los emprendimientos mineros». La Cámara Argentina de Empresarios Mineros proporciona un dato concreto: «el primer trimestre de 2015 el «personal en mina» ascendió a 40 929 personas». Este número representa el 0.21 % de la población económicamente activa (PEA) de la Argentina —aproximadamente una de cada quinientas personas— considerando que la PEA asciende a 19 277 010 de personas, según el Banco Mundial, para el período 2011-2015. Esta proporción se hace más pequeña si se considera la información que proporciona el INDEC, según la cual los puestos de trabajo vinculados al sector Explotación de Minas y Canteras (exceptuando Petróleo Gas Carbón y Uranio) fueron de 23 789 en total (sumando los Sectores correspondientes a Minerales metalíferos y Otras minas y canteras): menos de la mitad de lo que informa la Cámara Argentina de Empresarios Mineros para el mismo período.[cita requerida]
El valor total exportado en un período es uno de los indicadores a considerar para la evaluación de la incidencia de una actividad en la economía de un país. La Cámara Argentina de Empresarios Mineros informa que en el período 2014, las exportaciones de la cadena de valor minera alcanzaron los 3905 MUSD, representando el «5.8 % de las exportaciones totales».
Los principales productos minerales sólidos (sin contar las enormes reservas subterráneas de gas natural e hidrocarburos) exportados por Argentina son el oro y el cobre. La cotización de la onza de oro pasó de 400 USD a fines del 2003 a 1000 USD en marzo de 2008, y el precio internacional del cobre pasó de 80.73 a 315.32 centavos de dólar por libra entre 2003 y 2008. Según un estudio de la cámara que agrupa a las empresas del sector, de los aproximadamente 1200 MUSD invertidos en 2006 se pasó a más de 2500 millones en el 2007. En la actualidad se estima que también será muy importante la producción del estratégico litio.

## Minería a gran escala
La explotación minera a gran escala, en general de minerales metalíferos, involucra grandes inversiones de capital, masivos movimientos de materiales y elevada utilización de recursos, ya que el mineral se encuentra diseminado en grandes volúmenes de material de baja concentración por lo cual resultan impracticables las tecnologías «a socavón». También se la denomina como minería metalífera transnacional a gran escala. Las empresas mineras usan la colocación en el mercado de valores de títulos o bien la propaganda hacia inversores y accionistas para captar fondos para sus exploraciones y explotaciones. Estos emprendimientos están financiados por entidades crediticias.
No todas las explotaciones de superficie o a cielo abierto se compatibilizan con la minería a gran escala. Un ejemplo típico son las explotaciones dedicadas a la obtención de sal en salinas o salares, que prácticamente se desarrollan como una «cosecha» del mineral que se encuentra a ras del suelo.
En la actualidad, este tipo de explotaciones a gran escala resulta el único método económicamente rentable, debido a que las vetas con alta concentración se encuentran agotadas.

### Empleo, crecimiento económico, desarrollo y riqueza
Entrado el siglo XXI, la minería poco a poco pasó a ser un sector relevante dentro de la estructura productiva argentina. El sector pasó de explicar el 0.72 % del valor agregado bruto a precios corrientes en 2004 al 0.91 % en 2019, con un pico del 1.29 % en el año 2006. Dicha creciente relevancia también se plasmó en el plano del empleo formal privado, que más que se duplicó entre 2001 y 2019, al haber pasado de 10 200 puestos de trabajo formales privados directos a 24 500, en números aproximados.  El empleo directo en la minería pasó de representar el 0.25 % del empleo asalariado formal privado en el año 2001 al 0.35 % en 2019. El sector estuvo traccionado por la minería metalífera y -más recientemente, litio-, a partir de grandes proyectos de inversión vinculados a la extracción y producción de cobre, oro, plata y litio en provincias como Catamarca, Salta, Jujuy y, particularmente, San Juan y Santa Cruz. A su vez, tales proyectos tuvieron una impronta altamente exportadora, con una contribución significativa a la venta externa de bienes y servicios. En 1997 Argentina exportaba 177 MUSD en minería (0.6 % de las exportaciones de bienes y servicios para ese año). Para el 2011-2012, la cifra de exportaciones superó los 4900 MUSD (representando el 5 % de las exportaciones argentinas). Para el año 2019, las exportaciones alcanzaron los 3272 MUSD, luego de la caída de los precios internacional, representando el 4.1 % del total exportado.
Según datos del Instituto Nacional de Estadísticas y Censos (INDEC), en el mes de marzo de 2021, el sector contaba con 1581 empleados directos. Es notable que, a pesar del contexto de la pandemia, el sector no experimentó una disminución significativa en su fuerza laboral y, a principios de 2021, la cantidad de empleados se acercaba a los niveles previos a la pandemia. Este empleo se concentra en áreas rurales y alejadas de las grandes ciudades, donde la oferta laboral es limitada, pero los salarios suelen superar considerablemente el promedio provincial en las regiones donde se desarrolla la actividad.
Siguiendo el trabajo de investigación «El impacto de la minería argentina en los proveedores locales», del Centro de Estudios para la Producción (CEPXXI), dependiente del Ministerio de Desarrollo Productivo de la Nación, para el año 2019 el sector minero en argentina cuenta con los siguientes datos a resaltar:
- Las compras del sector minero a los proveedores nacionales (netas de las importaciones incluidas en estos) equivalieron al 50.8 % de las ventas en la minería en su conjunto.[55]
- En el interior de los proveedores nacionales más importantes de la minería se resaltan la industria manufacturera (24 %), la construcción (17.6 %), el comercio (15.3 %), los servicios profesionales y empresariales (10.7 %), petróleo y gas (8.7 %), transporte y logística (8.5 %), la misma minería (7.9 %) y hoteles y restaurantes (3.5 %). Estas ramas explicitan más del 95 % de las compras de las empresas mineras a empresas residentes en Argentina.[55]
- Dentro de los proveedores industriales nacionales, se resaltan las ramas de metales y metalmecánica (38.1 % del total de los proveedores industriales a la minería), químicos (21.2 %, debido a la inclusión en esta rema de explosivos y productos de pirotecnia) y reparaciones de maquinarias (15.3 %).[55]
- Las importaciones directas de la minería significaron el 7.9 % de las ventas totales, y las indirectas (esto es, las importaciones incluidas en las compras a proveedores nacionales) a un 4.4 % adicional.[55]
- En 2019, la minería generó 24 535 puestos de trabajo asalariados formales directos. De ellos, el 91.3 % fueron del género masculino y solo 8.7 % fueron femeninos. El empleo indirecto (considerando solo los efectos de primera ronda) fue estimado en 25 268 puestos de trabajo asalariados formales adicionales. De ellos, solo el 19.5 % fueron mujeres y el 80.5 % varones. Ello da un efecto multiplicador promedio de 2.03 (solo tomando los efectos de primera ronda, por lo que debe considerarse como un piso).[55]
- En 2019, los salarios de los trabajadores empleados de manera directa en la minería fueron en promedio un 97 % más elevados que la media nacional. En las actividades en donde la minería juega un papel relevante como cliente, los salarios tienden a ser mayores que en el resto de las actividades del mismo sector. Por ejemplo, en las actividades de la construcción conexas a la minería los salarios son casi 30 % más altas que en el resto de la construcción. En hoteles y restaurantes, la diferencia se estira al 41 %.[56]
- Existen diferencias muy significativas entre la minería metalífera y de litio y la no metalífera en todas las variables analizadas. La minería metalífera y de litio explicó en 2019 el 85 % de las ventas mineras y la no metalífera solo el 15 %. En lo referido al empleo directo, la minería metalífera y de litio da cuenta del 68 %, y la no metalífera del 32 %.[55]
- Las demandas de la minería metalífera y de litio al tejido productivo nacional son mayores que en la no metalífera, dando por resultado un mayor multiplicador de empleo indirecto de primera ronda: 2.32 contra 1.40 (el promedio, como fuera mencionado, da 2.03). Asimismo, la minería metalífera es más demandante de importaciones que la no metalífera. Las remuneraciones también son más elevadas: 136.3 % más que la media de la economía (contra 11.5 % en la no metalífera).[55]

### Población

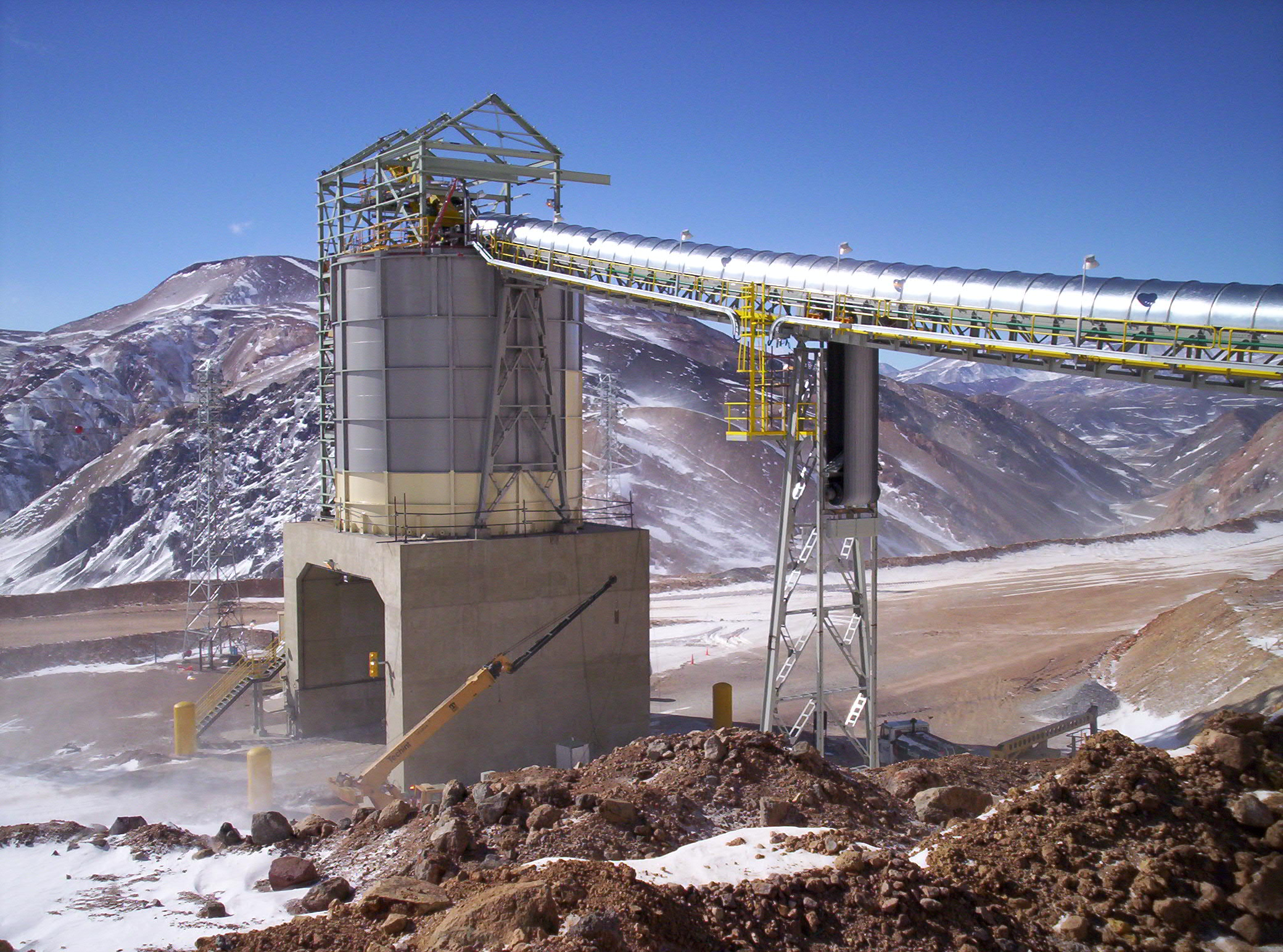
Producción Minera en la Cordillera de los Andes. Provincia de San Juan

El desarrollo o crecimiento económico suele estar directamente relacionado al incremento o desarrollo de la población. En regiones de relativa escasa población, la creación y permanencia de fuentes de trabajo suele verse acompañada de incremento poblacional. Esta situación no se produjo en las provincias que mayor desarrollo minero tuvieron durante las últimas décadas. La explotación Bajo de la Alumbrera inició su actividad en la provincia de Catamarca a mitad de la década del 1990 y continúa en operación. su tasa de crecimiento promedio anual no varió significativamente: 12.66 % anual entre 1991 y 2001 y 12.22 % entre 2001 y 2011 (ver Evolución Poblacional de Catamarca).
La siguiente tabla muestra una comparación de la evolución poblacional de las dos provincias con mayor desarrollo minero, los valores de la provincia de Entre Ríos, donde no existe esta actividad y los valores generales del país, como referencia.
|            | Censo Año | Población  | Coeficiente respecto censo anterior | % Promedio anual |
| ---------- | --------- | ---------- | ----------------------------------- | ---------------- |
| Catamarca  | 1991      | 264 234    |                                     |                  |
|            | 2001      | 334 568    | 1.2662                              | 2.66             |
|            | 2010      | 367 820    | 1.0994                              | 1.10             |
| San Juan   | 1991      | 528 715    |                                     |                  |
|            | 2001      | 622 094    | 1.1766                              | 1.77             |
|            | 2010      | 681 055    | 1.0948                              | 1.05             |
| Entre Ríos | 1991      | 1 020 257  |                                     |                  |
|            | 2001      | 1 156 799  | 1.1338                              | 1.34             |
|            | 2010      | 1 236 300  | 1.0687                              | 0.76             |
| Argentina  | 1991      | 32 615 528 |                                     |                  |
|            | 2001      | 36 260 130 | 1.1117                              | 1.12             |
|            | 2010      | 40 091 359 | 1.1057                              | 1.17             |

Parecería haber una leve correlación entre el desarrollo minero y el mayor aumento poblacional, por lo menos en las provincias del cuadro.

### Impacto ambiental, uso del agua, coexistencia con otras actividades
Como pasa en la gran parte de las actividades productivas, la extracción y producción de minerales en el sector minero necesita de agua para operar. Si se compara con otros sectores productivos (como el sector agropecuario, o la industria inclusive), en la minería no se hace un uso intensivo del recurso hídrico, aun así las empresas productoras deben tener certera determinación a la hora de utilizar el agua, definiendo no solo el tipo que se utiliza, sino también se tiene que tener en cuenta cómo aprovechar el recurso de la manera más eficiente posible.
Para este objetivo es que en la minería a gran escala se utiliza el agua por medio del método de utilización de circuito cerrado, y no por la toma de flujos constantes de sus afluentes. Por esto mismo es que las empresas mineras tienen la capacidad de optar desde sus diseños más básicos para la explotación y producción de minerales las mejores soluciones posibles para tomar la menor cantidad de agua posible de sus afluentes, y para que esta misma sea utilizada de manera eficiente (por su circuito cerrado), haciendo que la tasa de renovación del recurso se reduzca en comparación a si utilizaran otros métodos.
Si se plantea comparar los diferentes consumos del agua que se hacen en a nivel nacional en Argentina en todos los sectores productivos, a continuación se exponen los usos que se hacen del recurso en cada uno de ellos, basándose en datos del Centro Argentino de Ingenieros:
- El sector minero consume aproximadamente 1 % del agua del país.
- La actividad agrícola consume aproximadamente un 70 % del total del agua utilizada.
- La actividad ganadera toma aproximadamente un 10 %.
- El uso directo que hacemos los argentinos del agua llega hasta un 13 %.
- El uso industrial alcanza aproximadamente el 7 %.

Si la comparación se hace a nivel mundial, el promedio de la industria minera en el mundo ronda aproximadamente un 2 % del consumo de agua empleada por los humanos. En porcentajes similares hay para destacar los ejemplos de Australia y Perú, con también un aproximado 2 % de consumo del sector. Por debajo del promedio se encuentra como caso resonante el de los Estados Unidos, con un 1 %. Pocos son los países que se encuentran muy por encima de la media mundial, para destacar se encuentran los casos de Chile y Canadá, ambos con un consumo del sector minero aproximado de un 4 %.
Para poner un ejemplo explícito del uso del recurso hídrico en el sector minero argentino, para el año 2011, el proyecto minero de oro y plata más grande de la Provincia de San Juan, Veladero, tuvo un consumo total de agua promedio de cincuenta y siete litros de agua por segundo. Esta medida es idéntica a la cantidad de agua que tiene asignada con permiso de uso agrícola una finca de solo sesenta hectáreas en la provincia señalada.
El sector minero, en general, tiene la posibilidad de utilizar, para la explotación del recurso, agua de baja calidad, tanto en el caso de que sea salobre como en el caso de que sea incluso salada. Por ejemplo, en el caso de un eventual proyecto en Famatina, La Rioja, el mismo puede utilizar el agua del río Amarillo, que presenta un flujo de agua que no es apto ni para el consumo humano, ni para uso agrícola. Existen proyectos en Chile donde se utiliza para la producción minera agua que se desaliniza del mar, como son los ejemplos de Michila, El Tesoro y Escondida. Además, Chile presenta un caso en el proyecto Esperanza en donde se utiliza directamente agua salada que se extrae del mar.
En cuanto a las competencias, la cantidad del recurso hídrico que se puede utilizar en los diferentes proyectos mineros es regulada por la autoridad competente jurisdiccional, mediante un permiso especial o concesión hídrica, los cuales tienen la función de registro público en el que se definen la o las fuentes que pueden ser utilizadas, y además, en algunos casos específicos, el porcentaje mínimo de recirculación que debe respetarse en cada fase de la explotación.
La actividad minera, al igual que muchas otras actividades productivas, requiere de agua para operar. En términos generales la actividad no hace uso intensivo del agua (en comparación con otras industrias o con el sector agropecuario). Aun así, debe cuidarse tanto la cantidad de agua como el tipo que se utiliza, y también considerarse las posibilidades de devolver el agua al entorno en caso posible. Por lo mismo, las empresas mineras desde el diseño básico del proyecto de explotación y producción, deben optar por las mejores soluciones que permitan utilizar la menor cantidad y recuperar la mayor cantidad de agua posible (teniendo en cuenta que las grandes minera suele operar con ciclos cerrados de agua, no con flujos constantes), reduciendo su tasa de renovación. 
La cuestión de la real dimensión del impacto ambiental generado a partir de la minería es uno de los ejes centrales de las controversias. Los sectores mineros argumentan que toda actividad productiva humana impacta sobre el medio ambiente, que cualquier proyecto minero está obligado a cumplir con normas estrictas en cuanto a la preservación del medio ambiente, y que, en caso de producirse algún incidente que produzca un daño ambiental, existe la tecnología y el conocimiento para resolver la situación. Sin embargo, estos sectores no pueden negar que las enormes modificaciones topográficas y paisajísticas son resultados inevitables. La extracción de los elementos buscados implica la extracción de enormes volúmenes de piedra y tierra por lo cual, la irremediable modificación del entorno resulta inherente a la actividad. Los sectores que se oponen a la minería argumentan que los daños provocados por esta actividad son mucho mayores que lo que se informa, irreversibles y desproporcionados en comparación con los mínimos resultados positivos que esta produce. Puede estimarse que por cada tonelada de litio extraída se evaporan alrededor de dos millones de litros de agua.En la actualidad existen conflictos en varias regiones del país vinculados directamente a explotaciones mineras. Algunos de ellos son de larga data, por ejemplo el que involucra al proyecto Alumbrera, instalado en el departamento Belén, de la provincia de Catamarca, iniciado en el año 1997. En 2007 el entonces gobernador mendocino Julio Cobos vetó una ley aprobada por la legislatura provincial que protegía el medioambiente mendocino al prohibir la minería con cianuro en territorio provincial.

### Uso de cianuro en la minería
Suele plantearse como una cuestión de sentido común en el general de la población, que el cianuro es un compuesto químico que se utiliza únicamente en el sector minero, que es responsable de una multitud de enfermedades (como el cáncer) en las comunidades mineras y en los trabajadores que se exponen al mismo, que todo el cianuro que se utiliza en la minería termina esparcido en el ambiente y se infiltra en los acuíferos. Este apartado trata de ordenar todos estos cuestionamientos, para deducir efectivamente cuales son efectivamente las características que tiene el cianuro que hacen o no a su desprestigiado conocimiento general.
El cianuro (fórmula CN-) es una sustancia química tóxica que existe de varias formas físicas (sólido, líquido, gas), y puede presentarse en varios grados de «liberación»: libre, fácilmente liberado (WAD) y difícilmente liberado (total) No es corrosivo ni explosivo, esto facilita el manejo en su uso industrial en el sector minero.
El nivel de toxicidad del cianuro depende de su forma, de su concentración y del tiempo y manera en que una persona se exponga al mismo. El cianuro libre es la forma tóxica del cianuro, las demás formas son tóxicas en la medida que liberen el cianuro libre que contienen. No hay evidencias que el cianuro tenga efectos crónicos en la salud por debajo de un umbral de concentraciones y tiempo de exposiciones sub-letales.
Según la Organización Mundial de la Salud (OMS), la toxicidad letal (en concentración y tiempos de exposición) para la vida mamífera es la siguiente:
- Respirando el gas > 8 ppm (partes por millón) durante ocho horas.
- Absorbiendo cianuro por la piel o vía ingestión > 100 ppm hasta 0.5 mg/kg.

El cianuro no es neurotóxico (dañino para el tejido nervioso), tampoco es cancerígeno (que induce crecimiento de tumores) o mutagénico (provoca alteraciones en los genes) según la OMS. No es bioacumulable, esto quiere decir que no se acumula en el tiempo en ningún animal o planta, se excreta naturalmente. Los efectos que si se encuentran registrados en los seres humanos, es en su exposición crónica que comen la planta de cassava sin su debida preparación, tiene que ver con el tiocianato, que es el producto de la oxidación del cianuro dentro de un cuerpo. Altos niveles sostenidos del mismo en el tiempo se asocian a problemas con las glándulas tiroides. 
La producción de cianuro para uso industrial es de 1.1 toneladas a nivel mundial por año. Del total, el 6 % es destinado a producir la forma de cianuro necesaria para que se pueda utilizar en la industria minera. La gran porción restante se utiliza para la fabricación de nylon (casi un 50 % del total), adhesivos, sistemas de electrónica, entre otros.
A nivel mundial, las fatalidades en la industria minera por exposición a cianuro, según el ICCM (International Council for the Cyanide Management), son entre seis y diez personas desde el inicio del siglo XXI. A nivel ambiental, no hay mayores fatalidades registradas por exposición al cianuro desde el año 1975.
La EPA, Agencia de Protección de Ambiente de los Estados Unidos, definió que el sistema de cianuro-cal es el más seguro para la extracción química del oro, tomando en cuenta no solo los riesgos que se pueden presentar en los trabajadores, sino también en el medio ambiente. La lixiviación es frecuentemente la única tecnología de extracción posible para los metales precioso oro y plata, mundialmente se encuentra aproximadamente en el 90 % de las minas de este tipo de metales.

## Conflictos y controversias

### Áreas protegidas
Los conflictos producto de los proyectos o explotaciones mineras adquieren relevancia cuando su desarrollo afecta áreas protegidas, ya se trate de que la protección esté determinada por leyes nacionales o provinciales. Es en estos casos que los conflictos no solo llegan al conocimiento del público en general sino que generan arduas cuestiones legales, que en algunos casos llegan a las máximas instancias judiciales. Durante las últimas décadas, algunos de estos conflictos fueron:
- Área natural La Ciénaga en la provincia de San Juan - uranio: La reserva fue creada por Ley Provincial N.º 7640 del año 2005.[68] La empresa de capitales australianos Latin Uraniuom realizó tareas de exploración y prospección hasta mitad del año 2014.[69] Hacia fines del 2014 y principios del 2015, la empresa obtuvo la aprobación de su Declaración de Impacto Ambiental (DIA), aunque no había llegado a completar la totalidad de la presentación documental requerida para el inicio de actividades.[70] En marzo de 2015 se suspendió la aprobación de la DIA como consecuencia de la presentación de la Comunidad del Área Protegida de La Ciénaga.[71] Hacia principios del año 2016, no se había ordenado aún la prohibición absoluta de esta explotación, aun cuando, además de las restricciones incluidas en la ley de creación de la Reserva La Ciénaga, existe desde el año 1996 y permanece en vigencia la Ordenanza N.º 1394 aplicable a la totalidad del departamento Jáchal que prohíbe cualquier tipo de acción que involucre cualquier elemento vinculado al ciclo nuclear.[72]
- Reserva de la biosfera San Guillermo en la provincia de San Juan - oro y plata: La Reserva provincial San Guillermo fue creada en 1972 sobre una superficie de 981 460 hectáreas. En el año 1980 fue declarada reserva de la biosfera dentro del programa MAB de la UNESCO. En 1998 se creó el Parque nacional San Guillermo en la zona núcleo de la reserva sobre una superficie de 170 000 hectáreas. Dentro de la Reserva de Biosfera se encuentran la explotación Pascua Lama y la mina Veladero, ambas propiedad de Barrick Gold. El responsable de comunicación de esta empresa ratifica esta información. Sin embargo, afirma la compatibilidad de la legislación que rige a la reserva con las actividades mineras,[73] opinión compartida por el intendente del Parque nacional San Guillermo. El argumento central de la campaña de información se basó en los 70 km de distancia entre Veladero y el centro del Parque nacional.[74] Diversas organizaciones ambientalistas expresaron por diversos medios su firme rechazo a la continuidad de las operaciones en Veladero y Pascua Lama, proponiendo incluso la intervención de la Unesco en la controversia. Hacia fines de octubre de 2014, un grupo de expertos de la ONU fue convocado para la realización de estudios sobre los impactos al medio ambiente que ambas explotaciones, entre otras en la provincia, hubieran provocado o pudieran provocar. Las muestras se tomarían durante los primeros meses de 2015 y los resultados se harían públicos en abril de 2016.[75] El proyecto Pascua Lama había estado interrumpido desde 2013 y en agosto de 2015 se anunció su cierre temporal.[76] A mitad de septiembre de 2015 se produjo en Veladero un derrame masivo de solución cianurada que derivó en el cierre de la operación. Varios meses después, en enero de 2016, un fallo judicial ordenó la provisión de agua potable a los habitantes de la localidad de Mogna, dado que la que se obtenía en el lugar había quedado no apta para el consumo humano a causa del derrame tóxico.[77] La localidad de Mogna está a una distancia de más de 200km en línea recta hacia el sureste de la mina Veladero.
- Reserva provincial Laguna Brava: En agosto de 2012, la Secretaría de Ambiente Provincial emitió una disposición mediante la cual se declaraba Reserva de Usos Múltiples a la totalidad de la superficie de la Reserva Laguna Brava. Esta tipificación habilita actividades extractivas dentro de la reserva lo cual implica la instalación de explotaciones mineras, las cuales alterarían de modo irreparable las condiciones morfológicas y ecológicas en general del territorio.[78] La resolución fue publicada en el Boletín Oficial bajo el N.º 280 el 31 de agosto de 2012.[79] Según informaciones periodísticas, más de 15 empresas mineras disponían de permisos para el desarrollo de sus actividades,[80] en áreas que totalizaban unas 240 000 hectáreas, más de la mitad de la superficie de la reserva. A mediados del 2014, una resolución de la Secretaría de Ambiente de la Nación dejó sin efecto lo autorizado por las autoridades provinciales.[81]
- Parque nacional El Leoncito - cobre y oro: El Proyecto San Jorge es una explotación minera ubicada en el norte de Mendoza a poca distancia del límite con San Juan. En el año 2007, la provincia de Mendoza promulgó la ley N.º 7722 que prohíbe específicamente el uso de cualquier sustancia tóxica en cualquier etapa del proceso minero.,[82] con lo cual, la viabilidad del proyecto implicaba que parte de las etapas se realizaran en el punto más próximo de San Juan, cuya legislación habilita dichos procesos. Este punto más próximo se ubica en el departamento Calingasta y coincide con el límite del Parque nacional El Leoncito. En octubre de 2009, un estudio de un grupo de expertos en temas ambientales daba cuenta de los errores y deficiencias presentes en el estudio de impacto ambiental del proyecto, presentado y aprobado. En el año 2010 el intendente del parque nacional advirtió acerca del impacto que causaría el inicio de la explotación en las actividades de los observatorios astronómicos ubicados a solo 15 km, dada la inevitable producción de material particulado que quedaría en suspensión en el aire y actuaría como una bruma permanente impidiendo el trabajo de los observatorios.[83] Diversas acciones legales y el resultado de las consultas a la comunidad detuvieron el inicio de la operación.
- Quebrada de Humahuaca - uranio: En el año 2003, la Unesco declaró a la Quebrada de Humahuaca Patrimonio de la Humanidad, definiendo una zona centro de 172 000 hectáreas y una zona de amortiguación de aproximadamente 370 000 hectáreas.[84] En los años 2007 y 2008 se aprobó la iniciación de trabajos de exploración para la extracción de uranio, por lo cual, las comunidades afectadas iniciaron acciones legales en diversos fueros. A mediados de 2008, se anunció que el gobierno de Jujuy prohibiría la realización de actividades que pusieran en riesgo el patrimonio,[85] pero esta decisión fue apelada con éxito. En el 2009 las organizaciones sociales elevaron el caso al máximo tribunal provincial[86] que emitió un fallo a su favor y en contra de la explotación minera en febrero de 2010.[87] Sin embargo, la explotación minera solo está suspendida y hacia mediados de 2014 continuaba la contienda legal.[88] La inclusión en la nómina de Patrimonio de la Humanidad representa uno de los máximos niveles de protección para una región.[89]
- Cueva de las Manos - oro y plata: El sitio fue estudiado desde la década de 1970 y a partir de entonces los trabajos arqueológicos se extendieron a lo largo del cauce del Río Pinturas. A medida que avanzaron las investigaciones, se fueron encontrando otros sitios, como la Cueva Grande Arroyo Feo -también conocida como Cueva Altamirano- que conformarían un conjunto arqueológico de gran importancia.[90] A partir del año 2000, aproximadamente, en cercanías de este sitio arqueológica se encuentran en operación Lomada de Leiva,[91] Cerro Negro[92] y San José.[93] En 1999 la UNESCO declaró patrimonio de la humanidad a la Cueva de las Manos, Río Pinturas.[89]
- Área Natural Protegida Provincial Laguna del Diamante - cobre y oro: El proyecto Papagayos se hallaba contenido dentro del área protegida Laguna del Diamante, principal reserva de agua en estado líquido de la provincia de Mendoza. Las comunidades afectadas manifestaron su fuerte oposición y el proyecto debió ser suspendido. En el año 2005, la empresa minera intentó reiniciarlo pero la población logró el apoyo de los legisladores para ampliar el área protegida a 170 000 hectáreas, con lo cual, el proyecto entraba en contradicción con las leyes de preservación y fue cancelado definitivamente.[94]
- En 2017, comunidades aborígenes denunciaron que el gobernador jujeño Gerardo Morales autorizó la explotación minera a una empresa canadiense en la Reserva de Biósfera Laguna de Pozuelos, un área protegida. El proyecto lo ejecutaría la empresa canadiense Golden Arrow, y pese a ser inviable ambientalmente. La explotación minera modificaría el medio ambiente de la Reserva, además de extraer recursos naturales como el agua, en un periodo de sequía como el que está pasando la puna, poniendo en riesgo la provisión de agua potable de las comunidades que viven en la zona.[95]

### Discusión pública
La megaminería es una de las actividades sobre las cuales se han dado más opiniones divergentes, discusiones y confrontaciones en los últimos años. La mayor parte de los conflictos que han llegado a instancias judiciales se iniciaron a partir del año 2000.
Sin embargo, parece haber un acuerdo general en cuanto a la dimensión del impacto de la actividad: altamente positivo desde los sectores que la promueven y altamente negativo desde los sectores que la desaprueban.
Desde el punto de vista del análisis formal, los sectores empresarios relacionados con la megaminería producen un discurso homogéneo y ordenado, profesionalmente construido, caracterizado por la constante reiteración de conceptos vinculados al desarrollo, la riqueza y el crecimiento. Sin embargo, la comunicación se dificulta o empobrece cuando se presentan incidentes o emergencias, tales como el sucedido en diciembre de 2006 en La Alumbrera o el de Mina Veladero, más recientemente. Los documentos, estudios o artículos producidos por sectores profesionales que promueven la minería, suelen desarrollar su discurso sobre el eje de la divulgación o difusión de conocimiento científico. Es habitual que este material se presente con el formato pedagógico, de manual de estudio, curso de capacitación o instructivo, orientado a jóvenes o incluso niños. Un ejemplo lo constituye el material producido por CAEM – Cámara Argentina de Empresas Mineras, (Colección «¡Pucha, que tesoro!» y «Colección Minerales – Azul y Verde») o el producido por la Cámara Minera de San Juan («Breve Curso de Minería») Sin embargo, estos sectores que incluyen profesionales en temas vinculados a la actividad, suelen incurrir en falacias, por ejemplo al intentar resolver un debate mediante la estrategia de argumentar la falta de conocimiento científico del oponente, incluso cuando las opiniones en contrario son el fundamento de fallos judiciales. Tal es el caso, por ejemplo, de la Carta Abierta de agosto de 2015 del Colegio Argentino de Ingenieros de Minas (CADIM), dirigida al Tribunal Superior de Justicia de la provincia de Córdoba, que conservando el formato didáctico, señala en su conclusión que los magistrados no pueden «ampararse en desconocimientos».
Los sectores que se oponen a la práctica de la megaminería se componen mayoritariamente de asambleas de pobladores de regiones afectadas o en riesgo, grupos de vecinos autoconvocados, organizaciones no gubernamentales de defensa de los derechos de las personas, ecologistas, ambientalistas, y otras personas profesionales o no interesadas en cuestiones de medio ambiente. Este colectivo no orgánico produce en general un mensaje que está caracterizado por la espontaneidad, la construcción desordenada o incluso contradictoria o caótica, muchas veces a partir del emergente de un conflicto. Este mensaje, prácticamente no escrito, surge en algunos casos como consecuencia de acciones tales como cortes de ruta o manifestaciones populares, por ejemplo. Este tipo de mensaje resulta fácilmente desarticulable con las herramientas discursivas académicas manejadas desde los sectores que promueven la megaminería. Sin embargo, a pesar de su carácter no unificado, sostiene y refuerza la carencia de «licencia social» de las actividades a las que se oponen.
En el año 2021 se dio el caso conflictivo en la provincia de Catamarca, en Andalgalá, por el proyecto de Agua Rica. Manifestantes ambientalistas intervinieron las oficinas administrativas del proyecto, en Andalgalá, destruyendo las instalaciones y prendiendo fuego parte de las mismas, hiriendo a los trabajadores que se encontraban en el momento de la acción.
En algunos casos, las empresas mineras propusieron soluciones que profundizaron el conflicto. Tal es el caso, por ejemplo, del conflicto generado por el proyecto Pascua-Lama en el año 2000 en relación con los glaciares en la zona limítrofe entre Argentina y Chile, única reserva de agua para la zona. El proyecto involucraba la destrucción de tres glaciares, ubicados directamente sobre el área de explotación de la mina. Las empresas propusieron «mudar» los glaciares a un sitio donde pudieran ser preservados.
La utilización del agua y su posible contaminación es un tema especialmente sensible, ya que en Argentina las mayores explotaciones actuales de megaminería están ubicadas en regiones áridas, donde existe una cultura histórica de cuidado y preservación del recurso hídrico. La Cámara Argentina de Empresarios Mineros dedica su folleto «Agua y minería» a la divulgación de este tema, afirmando que la megaminería hace un consumo mínimo de este recurso en comparación con otras actividades, por ejemplo la agricultura.
Desde los sectores que se oponen a la minería a gran escala, se argumenta que son falsos los informes que se brindan sobre la real utilización y preservación del recurso hídrico.
Ya se ha secado una vega de 11 kilómetros y un río.Las vegas son como un patrimonio de la humanidad porque desde hace miles de años los indígenas las van extendiendo y ampliando para tener más disponibilidad de comida y agua, pero todo esto se está atrofiando, y el impacto ambiental en la Puna puede ser casi irreversible.
La instalación de una explotación de minería a gran escala implica la afectación de grandes superficies. En primer término están afectadas las áreas donde se desarrolla efectivamente la extracción y que son el objeto específico de la concesión. Estas superficies no pueden ser mayores a 200 000 hectáreas por propietario y por provincia. En segunda instancia, por cuestiones vinculadas a la dinámica de la operación, seguridad o propias de la metodología utilizada en los procesos, están afectadas de modo exclusivo áreas aledañas a la explotación, llamadas «áreas de reconocimiento» que no pueden exceder el doble del máximo concesionado, es decir, un máximo de 400 000 ha. Sobre esta superficie que puede alcanzar un total de 600 000 ha (6000 km²) el concesionario tiene amplios derechos ya que, dentro de la normativa vigente en Argentina «la explotación de las minas, su exploración, concesión y demás actos consiguientes, revisten el carácter de utilidad pública» tal como indica el informe emitido por la Subsecretaría de Comercio Internacional en el año 2010. Los concesionarios pueden, por ejemplo, establecer las limitaciones de dominio (servidumbres) que crean convenientes o exigir la venta forzosa de los terrenos que les sean necesarios. En la práctica, esta normativa permite que se obstaculice o aun impida totalmente la circulación por algunos caminos que eran de uso público con anterioridad a la instalación de la explotación. Esta afectación del territorio entra en conflicto con el actual o potencial desarrollo de otras actividades como la agricultura o el turismo, ambas de carácter sustentable por definición.

## Ubicación y productos de las principales explotaciones y/o exploraciones (marzo de 2015)
En la tabla siguiente no se incluyen las reservas y yacimientos de petróleo, gas natural y otros hidrocarburos.
- Agua de Dionisio, provincia de Catamarca. Oro y plata.[116]
- Agua Rica, de Provincia de Catamarca. Cobre, oro, plata y molibdeno.[117]
- Andacollo, provincia de Neuquén, oro[117]
- Bajo de la Alumbrera o La Alumbrera, provincia de Catamarca. Cobre, oro y molibdeno.[117]
- Bajo Pobre, provincia de Santa Cruz, oro y plata[118]
- Calcatreu yacimientos de oro y plata en la provincia de Río Negro.[119]
- Campana Mahuida casi inmediata a la localidad de Loncopué, importante mina de cobre, en el noroeste de la provincia de Neuquén.[120]
- Capillitas en la provincia de Provincia de Catamarca, rodocrosita.[118]
- Casposo, provincia de San Juan, oro y plata[121]
- Cauchari Olaroz, en la provincia de Jujuy, litio y potasio[122]
- Cerro Moro, Provincia de Santa Cruz, mina de oro y de plata.[117]
- Cerro Negro, provincia de Santa Cruz, oro y plata[118]
- Cerro Tantana, Provincia de Catamarca. Uranio.[123]
- Cerro Vanguardia, provincia de Provincia de Santa Cruz. Oro y plata.[117]
- Chinchillas, provincia de Jujuy, plata, plomo y zinc.
- Diamante Los Patos, provincias de Salta y Catamarca, Uranio.[118]
- Don Nicolás, cerca del paraje Tres Cerros en la provincia de Santa Cruz. Oro y plata.[124][118]
- El Aguilar, provincia de Jujuy; considerado probablemente la mayor concentración de minerales de plomo y cinc, así como importante mina de plata, de Sudamérica.[125]
- El Pachón, en la provincia de San Juan, produce cobre y molibdeno.[117]
- El Quevar, en la provincia de Salta. Plata.[118]
- Farallón Negro, en la provincia de Provincia de Catamarca. Oro y plata.[117]
- Gualcamayo, en la provincia de San Juan. Oro y plata.[117]
- Lindero, en la provincia de Salta, oro[126]
- Lomada de Leiva, en la provincia de Santa Cruz, oro[118]
- Manantial Espejo, mina próxima a la localidad de Gobernador Gregores en la Provincia de Santa Cruz. Oro, y plata.[127]
- Mina Pirquitas en la provincia de Jujuy, casiterita, plata, estaño y zinc.[117]
- Pascua Lama, yacimiento repartido entre los estados de Argentina y Chile, en Argentina está el sector Lama, provincia de San Juan. Oro y plata. Se considera uno de los principales yacimientos mundiales de oro[117]
- Potasio Río Colorado, gran yacimiento de potasio en el sur de la provincia de Mendoza.[117]
- Potrerillo en la provincia de San Luis, diversas variedades de granito.
- Proyecto Navidad, en la provincia de Chubut, plata[128]
- Río Grande, en la provincia de Salta, cobre, oro y plata
- Río Turbio y Mina 3 en el extremo sudoeste de la provincia de Santa Cruz: hulla o carbón mineral que dieron lugar a YCF.[117]
- Salar de Diablillos, provincia de Salta, litio y potasio.[129]
- Salar de Olaroz, en la provincia de Jujuy, litio y potasio.[130]
- Salar del Hombre Muerto, [Proyecto Fénix) en la provincia de Catamarca, litio.[118]
- Salar del Rincón, en la provincia de Salta, litio.[131]
- San Jorge en la provincia de Mendoza, cobre y oro.[118]
- San José (Huevos Verdes) en la provincia de Santa Cruz, Plata y Oro.[132]
- Sierra de Pie de Palo, importantes yacimientos de esteatita (hidrato de magnesio) en la provincia de San Juan.[133]
- Sierra Grande, provincia de Río Negro, hierro.[118]
- Sierra Pintada, provincia de Mendoza, uranio.[134]
- Taca Taca, en la provincia de Salta, cobre, oro y molibdeno
- Tincalayu, en la provincia de Salta, boratos[117]
- Veladero, provincia de San Juan, oro y plata.[117]
- Zapla, provincia de Jujuy, hierro.

Tienen gran potencial los minerales de la Puna de Atacama entre los que se cuentan el bórax, salitre, potasio y, especialmente importante desde el presente siglo XXI el litio, al formar parte del Triángulo de Litio existen algunas de las principales proporciones de litio del planeta en el Salar del Hombre Muerto, también son muy importantes las reservas de uranio en la región cuyana y otras zonas argentinas andinas; en la provincia de Misiones destacan las minas de piedras semipreciosas como las de Wanda, vetas carboníferas en Paganzo en la zona limítrofe entre las provincias de La Rioja San Juan, donde actualmente se están desarrollando tareas de prospección en búsqueda de uranio. En la isla de Tierra del Fuego y en las contendidas Malvinas existen grandes turberas y en el extenso Sector Antártico reclamado por Argentina grandes yacimientos de carbón y petróleo comprobados e indicios de oro, hierro etc. Además de los del nevado de Famatina en La Rioja; han sido famosos los pláceres auríferos de: Esquel en Chubut; los de Santa Catalina en la provincia de Jujuy; los del Cabo Vírgenes, provincia de Santa Cruz; y la isla de Tierra del Fuego; los yacimientos de hierro en la Payunia (sur de la provincia de Mendoza), los de diatomita en la Mina Santa Teresita de la pcia. de Río Negro; los de cuarzo, mica, «mármol ónix», cal y mármol blanco en las Sierras de Córdoba (ya a fines de siglo XIX eran renombrados los yacimientos de cal del cerro Malagueño a pocas decenas de kilómetros al suroeste de la ciudad capital de Córdoba; actualmente la empresa que explota el Malagueño lleva ese mismo nombre y tiene importantes yacimientos en explotación en Quilpo -noroeste de la Provincia de Córdoba y en Los Berros de la Provincia de San Juan), también en la Provincia de Córdoba ha sido importante el yacimiento de uranio de Los Gigantes aunque por cuestiones ecológicas el mismo se encuentra actualmente inactivo; a los ya citados se suman los yacimientos de rodocrosita en la provincia de Catamarca etc.

## Explotaciones mineras abandonadas

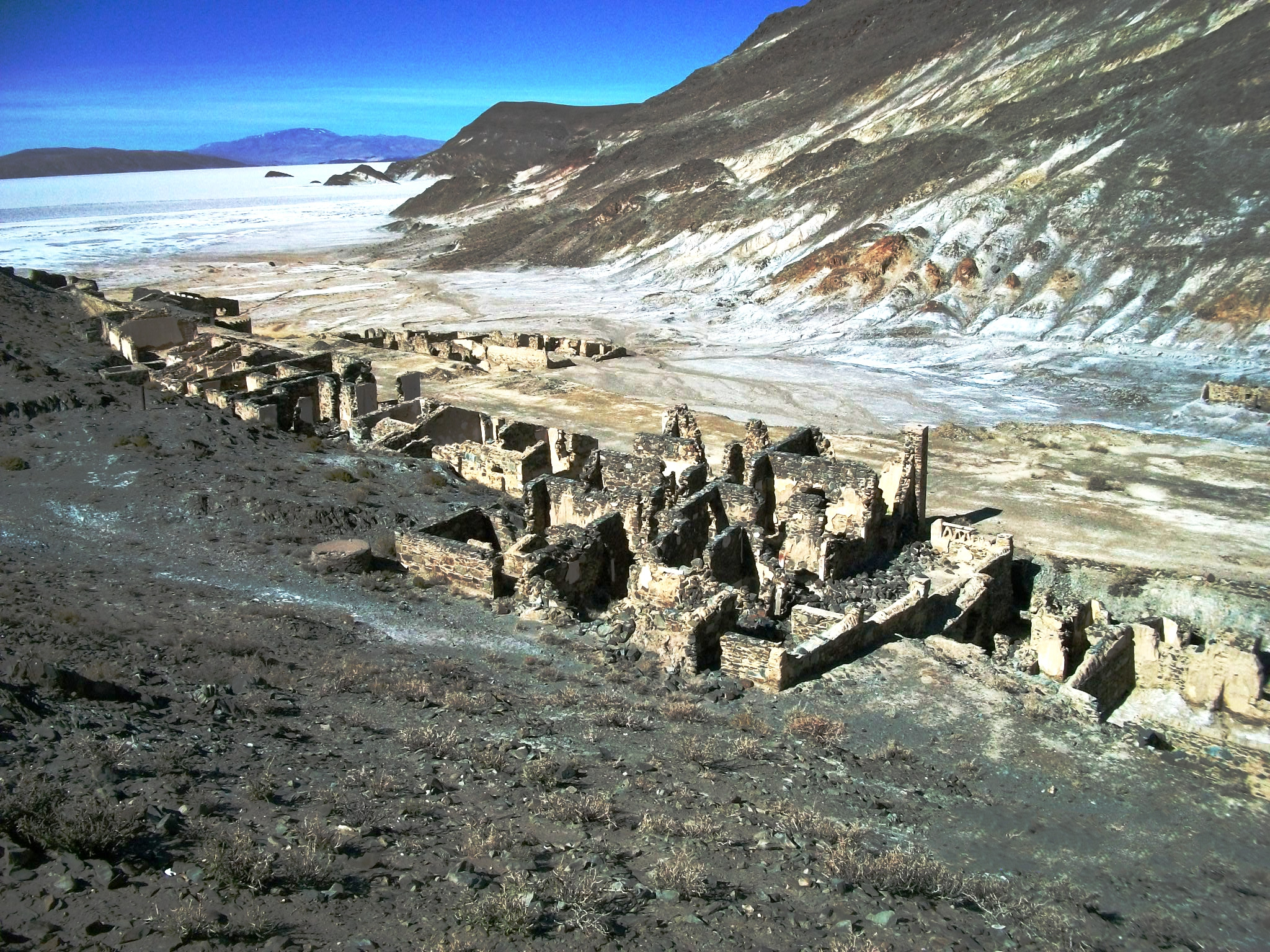
Vista Mina Incahuasi. Hacia la izquierda se aprecia el extremo del Salar del Hombre Muerto

Dado que la explotación minera en la Argentina cuenta con más de dos siglos de historia, existen varias minas que han sido abandonadas, básicamente por el hecho de haberse agotado las reservas cuya extracción resulte rentable.
En algunos casos, las minas abandonadas se proponen como atractivo turístico de la región donde se emplazan.
- Cerro Áspero, minas en donde predomina la extracción de wolframio ubicadas en las provincias de Córdoba y de San Luis.
- Mina San Antonio, estaba ubicada en el Cerro Las Mulas perteneciente a la localidad de Londres (Argentina) de la Provincia de Catamarca, se extraía Wolframio, Oro y Cobre.
- Incahuasi, en la Provincia de Catamarca, Oro.
- La Carolina en la provincia de San Luis: Oro.
- La Mejicana mina en el Cerro General Belgrano, Famatina, provincia de La Rioja, producción principal (dentro del conjunto de yacimientos de Famatina): Oro. En el año 1982 fue declarado Monumento Histórico Nacional el cablecarril construido para el transporte de mineral desde la entrada de la mina y de agua, suministros y personas desde la estación base, ubicada en la localidad de Chilecito
- Mina La Casualidad de la puna salteña, prácticamente en el límite con la Provincia de Catamarca se han destacado los yacimientos de azufre. La rigurosidad del clima, la situación aislada y la distancia a centros urbanos dificulta el desarrollo de iniciativas turísticas.
- Mina Providencia, en la Provincia de Jujuy, antigua explotación de cobre
- Paramillos de Uspallata, antigua mina de plomo, plata y zinc en la Provincia de Mendoza.
- Mina La Concordia, ubicada en la Provincia de Salta y cercana a la ciudad de San Antonio de Los Cobres. La mina explotaba plomo, plata y zinc fue abandonada en 1996.[135] Actualmente los residuos acumulados en diques de colas y escombreras se encuentran abandonados y son una fuente de acidez, metales pesados y arsénico que drenan hacia el Arroyo La Concordia[136]

## Exportaciones
Los derechos de exportación para el sector no superan el 10 %. La actividad recibe también otros beneficios diferenciales sobre el resto de los sectores productivos. Dado la situación sectorial y macroeconómica heredada por el gobierno de Mauricio Macri, la nueva administración nacional presidida por Alberto Fernández, acompañada por el Ministerio de Desarrollo Productivo, generaron la modificación del Régimen de Fomento de Inversión para las Exportaciones creado por Decreto 234/2021 y modificado a través del Decreto 836/21. Genera incentivos para la radicación de inversión extranjera directa en el sector minero. Permite que los proyectos de inversión superiores a 500 MUSD puedan hacer uso, por cada año calendario que no utilicen el cupo del 20 %, del doble del beneficio, hasta llegar al 40 % del total de las divisas obtenidas; y para los proyectos de inversión superiores a mil millones de dólares, por cada año calendario que no utilicen el cupo del 20 %, podrán hacer uso del triple del beneficio, hasta un total del 60 % de las divisas obtenidas.
Gozan de diversas desgravaciones (incluso sobre el combustible y otros insumos que utilizan en el proceso) Capitales canadienses, estadounidenses, europeos y australianos han llegado en los últimos años atraídos por las ventajas impositivas. La primera corriente inversora llegó en la década de 1990 con la Ley de Minería del gobierno de Carlos Menem.
Las informaciones sobre la posible aplicación de retenciones extra a la minería movilizaron al poderoso lobby del sector, que buscó por todos los medios impedir un avance en tal sentido. En ese marco, la noticia de que algunas empresas habían sido excluidas de los beneficios de la Ley de Estabilidad Fiscal Minera desató una reacción de la cámara del sector. Dicha norma otorga, en casos determinados, el beneficio de mantener estables las normas impositivas por un plazo de hasta 30 años..[cita requerida] El cambio consistió en que la Secretaría de Minería informó a la Aduana que Borax Argentina, Procesadora de Boratos Argentinos, Minera del Altiplano y Minera Alumbrera dejaban de percibir las ventajas de la Ley de Estabilidad Fiscal. En virtud de ello, la Aduana implementó los mecanismos para hacer efectivo el cobro de los derechos de exportación correspondientes.

## Régimen legal / Marco normativo
La República Argentina esta constitucionalmente organizada como un Estado Federal. Por esto, las provincias han delegado en la Nación la facultad de dictar el Códido de Minería, aunque el dominio de los recursos naturales existentes en sus territorios corresponde a las provincias. 
A nivel nacional la Secretaría de Minería, que depende del Ministerio de Desarrollo Productivo, está a cargo del análisis, diseño, evaluación y ejecución de la política pública aplicable a la actividad minera en todo el territorio nacional, esto requiere el la interacción política, técnica y burocrática con las provincias, los municipios y las comunidades en su conjunto. La coordinación con las provincias se efectúa a través del Consejo Federal de Minería (COFEMIN), integrado por las mencionadas y el Estado Nacional. El Consejo Federal de Medio Ambiente (COFEMA) es el mecanismo por el cual se articulan el Ministerio de Ambiente y Desarrollo Sustentable y las jurisdicciones provinciales.  
A partir de 1989, las políticas del entonces presidente Carlos Menem facilitaron el aprovechamiento de los recursos mineros por empresas extranjeras. A finales de 1991 el entonces vicepresidente del Banco Mundial, Lawrence Summers, recomendaba en un memorándum interno de tono sarcástico (el Informe Summers) lo siguiente:

A given amount of health-impairing pollution should be done in the country with the lowest cost, which will be the country with the lowest wages... I think the economic logic behind dumping a load of toxic waste in the lowest-wage country is impeccable and we should face up to that.
Una cierta cantidad de la contaminación que deteriora la salud debería ser hecha en el país con el costo más bajo, que sería el país con los salarios más bajos... Creo impecable la lógica económica de descargar residuos tóxicos en el país de más bajos salarios, y deberíamos hacer frente a eso.
Lawrence Summers, 1991.

En ese contexto, el banco dio a la Argentina entre 1996 y 1998, un préstamo de 69.5 MUSD, para hacer los estudios técnicos y legales necesarios para facilitar la extranjerización de las políticas mineras.[cita requerida] Durante la década de 1990 se hicieron tanto exploraciones a costa del Estado, como importantes modificaciones a las normas que regulan y promueven las explotaciones mineras. 
El artículo 124 de la Constitución de la Nación Argentina reformada en 1994 establece que: «Corresponde a las provincias el dominio originario de los recursos naturales existentes en su territorio». Es por esta razón que el Estado Nacional impulsa la creación de empresas mineras estatales provinciales, cuya constitucionalidad fue cuestionada por no ajustarse al integral y estricto sistema para la concesión minera establecido por el Código de Minería de la República Argentina. Las provincias mineras no poseen las capacidades necesarias (a nivel productivo, tecnológico, financiero) para explotar los recursos mineros únicamente por medio de las empresas de carácter público que pueden existir en las respectivas jurisdicciones. Por lo tanto, deben generar concesiones por medio de contratos para la exploración y explotación del recursos minero a empresas privadas, normalmente de carácter extranjeras y multinacionales. Allí es donde los estados provinciales y las empresas públicas pueden articular con las empresas privadas para generar convenios de exploración y producción conjunta. Un caso ejemplo para mencionar es el proyecto ubicado en la provincia de Santa Cruz, Cerro Vanguardia. Es una operación minera dedicada a la exploración, extracción y tratamiento de oro como producto principal, y plata y carbón como subproductos, ubicada en el Macizo del Deseado (emplea más de 1700 personas en todo el proceso, a nivel directo en el proyecto, e indirecto por la participación de los proveedores). En este proyecto participan, por un lado, AngloGold Ashanti, empresa multinacional que posee una participación accionaria del 92.5 %, y Fomicruz S.E., Sociedad del Estado de la Provincia de Santa Cruz, con una participación del 7.5 %, y que a su vez, gestiona diferentes proyectos mineros y petroleros en la provincia. 
Sin embargo, siempre se tiene que prestar atención a la asimetría de poder que puede existir en la capacidad de negociaciones entre los estados provinciales y las empresas privadas a la hora del establecimiento de un proceso productivo minero, estas últimas pueden llegar a tener facturaciones anuales más elevadas que los presupuestos provinciales de las jurisdicciones en donde se ubican. Aun así, el dominio o derecho de propiedad no excluye el ejercicio de la jurisdicción nacional mediante leyes que regulen las explotaciones mineras, punto a favor para tener un orden federal en este sector productivo.  
La explotación de la minería metalífera a cielo abierto en gran escala —especialmente de oro, plata y cobre— ha sido sumamente cuestionada y tiene gran resistencia por parte de algunos grupos focalizados de los pobladores, por cuestionar los métodos en los cuales se extraen los recursos. A fines de 2021, siete provincias argentinas tienen vigentes leyes que prohíben la actividad minera metalífera a cielo abierto y/o el uso de sustancias químicas como el cianuro o el mercurio, con diferentes tipos de alcance. Son las siguientes: Chubut, Mendoza, Tierra del Fuego, la Antártida e Islas del Atlántico Sur, San Luis, Tucumán, La Pampa y Córdoba. 
En materia de regulación ambiental, la Nación tiene la facultad de adoptar las normas que establezcan los presupuestos mínimos de protección ambiental, mientras que las provincias pueden dictar normativa que los complemente. La Constitución Nacional Argentina establece que todo habitante goza del derecho a un ambiente sano, equilibrado, apto para que las actividades productivas satisfagan las necesidades presentes sin comprometer las de las generaciones futuras, teniendo el deber de preservarlo (ART.41).
A su vez, la Ley 24.585 «De la protección ambiental para la actividad minera» (1995), incorporada al Código de Minería, establece los instrumentos de gestión ambiental aplicables a la actividad minera: el Informe de Impacto Ambiental (IIA) y la Declaración de Impacto Ambiental (DIA). Asimismo, fija normas de protección y conservación del ambiente y responsabilidades ante el daño ambiental. La autoridad de aplicación de la Ley 24.585 son las que las provincias determinan en el ámbito de su jurisdicción. Cabe mencionar además, que la Ley 24.585 fue precursora por varios años de distancia de cualquier otro tipo de ley similar, referida a la institucionalización/ reglamentación de los aspectos de protección y cuidado ambiental a nivel general, como también con respecto a la aplicación de normas de gestión ambiental en un sector productivo en específico, en este caso el minero.  
Las leyes nacionales que rigen la minería son las siguientes:
- Ley 21382 — Inversiones extranjeras (13 de agosto de 1976).[142]
- Ley 24196 — Inversiones mineras (19 de mayo de 1993).[143]
- Ley 24224 — Reordenamiento minero (8 de julio de 1993).[144]
- Ley 24227 — Comisión Bicameral de Minería (26 de julio de 1993).[145]
- Ley 24228 — Acuerdo Federal Minero (26 de julio de 1993).[146]
- Ley 24402 — Régimen de financiamiento para el pago del Impuesto al Valor Agregado (7 de diciembre de 1994).[147]
- Ley 24498 — Actualización minera (14 de junio de 1995).[148]
- Ley 24585 — Código de minería — Modificación (21 de noviembre de 1995).[149]
- Ley 25161 — Modificación régimen de inversiones mineras — (4 de octubre de 1999).[150]
- Ley 25243 — Tratado binacional entre Argentina y Chile de integración y complementación minera (24 de marzo de 2000).[151]
- Ley 25429 — Modificación de la Ley 24196 (21 de mayo de 2001).[152]